# جيمي ماكول
جيمي ماكول (بالإنجليزية: Jimmy McColl)‏ (14 ديسمبر 1892 بغلاسكو في المملكة المتحدة - 1978) هو مدرب كرة قدم ولاعب كرة قدم بريطاني (وحمل سابقاً جنسية المملكة المتحدة لبريطانيا العظمى وأيرلندا) في مركز الهجوم. لعب مع ستوك سيتي ونادي بارتيك ثيسل ونادي سلتيك ونادي هيبرنيان وLeith Athletic F.C. ‏ وPeebles Rovers F.C. ‏.